# Keesh, fils de Keesh
 (avril 2022).
Si vous disposez d'ouvrages ou d'articles de référence ou si vous connaissez des sites web de qualité traitant du thème abordé ici, merci de compléter l'article en donnant les références utiles à sa vérifiabilité et en les liant à la section « Notes et références ».
Keesh, fils de Keesh (titre original : Keesh, Son of Keesh) est une nouvelle américaine de Jack London publiée aux États-Unis en 1902.

## Historique
La nouvelle est publiée initialement dans le périodique Ainslee's Magazine (en) en janvier 1902, avant d'être reprise dans le recueil Les Enfants du froid en septembre 1902.

## Résumé
À la mission St. George sur le Yukon, Keesh, fils de Keesh, chef des Thunglets, fait une offre à Gnod, chef des Tananas. il veut sa fille Su-Su. Le prix est bon mais...« On dit qu'il s'est mis à prêter l'oreille aux discours de l'homme blanc de la grande maison et qu'il se prosterne devant le dieu de l'homme blanc, lequel n'apprécie pas que le sang soit versé. »

## Éditions

### Éditions en anglais
- Keesh, Son of Keesh, dans le Ainslee’s Magazine, New York, janvier 1902.
- Keesh, Son of Keesh, dans le recueil Children of the Frost, New York ,The Macmillan Co, septembre 1902.

### Traductions en français
- Kîsh, Fils de Kîsh,  traduit par Louis Postif, in  La Revue de France, périodique, mars-avril 1924.
- Keesh, fils de Keesh, traduit par Louis Postif, in Les Enfants du froid, recueil, U.G.E., 1977.
- Keesh, fils de Keesh, traduit par François Specq, Gallimard, 2016[2].

## Sources
- « Bibliographie de Jack London », sur jack-london.fr (consulté le 13 février 2024)